# Dog Eat Dog Films
Dog Eat Dog Films è la casa di produzione cinematografica statunitense, di proprietà del regista, attore e produttore Michael Moore.

## Film prodotti
- Roger e io (Roger & Me) (1989)
- Pets or Meat: The Return to Flint (1992)
- TV Nation (1994)
- Operazione Canadian Bacon (Canadian Bacon) (1995)
- The Big One (1997)
- TV Nation: Volume One (1997)
- TV Nation: Volume Two (1997)
- Bowling a Columbine (Bowling for Columbine) (2002)
- Fahrenheit 9/11 (Fahrenheit 9/11) (2004)
- Captain Mike Across America (2007)
- Sicko (Sicko) (2007)
- Capitalism: A Love Story (Capitalism: A Love Story) (2009)
- Where to Invade Next (Where to Invade Next) (2015)